# Rony Seikaly
Ronald Fred "Rony" Seikaly (ur. 10 maja 1965 w Bejrucie) – libański koszykarz posiadający również amerykańskie obywatelstwo, występujący na pozycji środkowego, mistrz świata, laureat nagrody dla zawodnika, który poczynił największy postęp. Po zakończeniu kariery sportowej – DJ oraz producent muzyczny.

## Osiągnięcia
NCAA
- Wicemistrz NCAA (1987)
- Uczestnik II rundy turnieju NCAA (1985–1988)
- Mistrz:
  - turnieju konferencji Big East (1988)
  - sezonu zasadniczego Big East (1986, 1987)
- Wybrany do:
- Zaliczony do I składu turnieju Big East (1986–1987)[3]
  - II składu All-American (1988)[4]

NBA
- Zdobywca nagrody dla zawodnika, który poczynił największy postęp - NBA Most Improved Player Award (1990)[2]
- 2-krotny zawodnik tygodnia NBA (11.03.1990, 7.03.1993)[5]

Reprezentacja
USA
- Mistrz świata (1986)[1]

Liban
- Mistrz Azji Zachodniej (1999)